# 칠자매주

칠자매주

칠자매주(七姊妹州)는 인도의 지리적으로 북동부 지역에 있어 다른 주와 좁은 회랑으로 연결된 7개 주를 뜻한다. 인도에서 북동인도라는 표현은 정부에서 사용하는 공식적 표현으로는 시킴 주를 포함하기 때문에 시킴 주를 제외시킴을 드러낼 때 칠자매주라는 표현이 사용된다.

## 같이 보기
- 북동인도
- 북동인도 반란